# 236463 Bretécher
236463 Bretécher è un asteroide della fascia principale. Scoperto nel 2006, presenta un'orbita caratterizzata da un semiasse maggiore pari a 2,5438542 UA e da un'eccentricità di 0,0772349, inclinata di 2,47586° rispetto all'eclittica.